# Carangidae
I Carangidi (Carangidae Rafinesque, 1815) sono una famiglia di pesci ossei marini.

## Biologia
Questi pesci hanno, nella quasi totalità, abitudini pelagiche e predatorie. Spesso sono gregari e vivono e cacciano in fitti branchi. Sono assai più comuni nei mari caldi e, in Europa sono comuni nel mar Mediterraneo mentre nei mari settentrionali è diffuso il solo Trachurus trachurus.

## Descrizione
Il loro adattamento ad uno stile di vita pelagico è ben visibile nel corpo fusiforme ed allungato, nella pinna caudale falcata ed ampia, nel peduncolo caudale forte e spesso ornato di pinnule. Le pinne dorsali sono sempre due, la più anteriore dotata di raggi spiniformi (spesso ridotti ad una fila di tubercoli appena riconoscibili) e la posteriore molle e spesso più lunga, la pinna anale è preceduta da due raggi spinosi brevi, le pinne pettorali sono spesso potenti mentre le pinne ventrali sono di solito piccole. Il corpo è spesso fusiforme ma non mancano specie con corpo schiacciato lateralmente. Le scaglie sono piccole e talvolta assenti, lungo la linea laterale sono spesso presenti (ad es. nei generi Trachurus e Caranx) delle squame allargate, sul terzo posteriore o su tutta la lunghezza. I denti sono piccoli. La colorazione dà in genere sull'azzurro o sull'argenteo ma non mancano specie con tonalità più intense o con riflessi multicolori. Le dimensioni sono in genere consistenti.

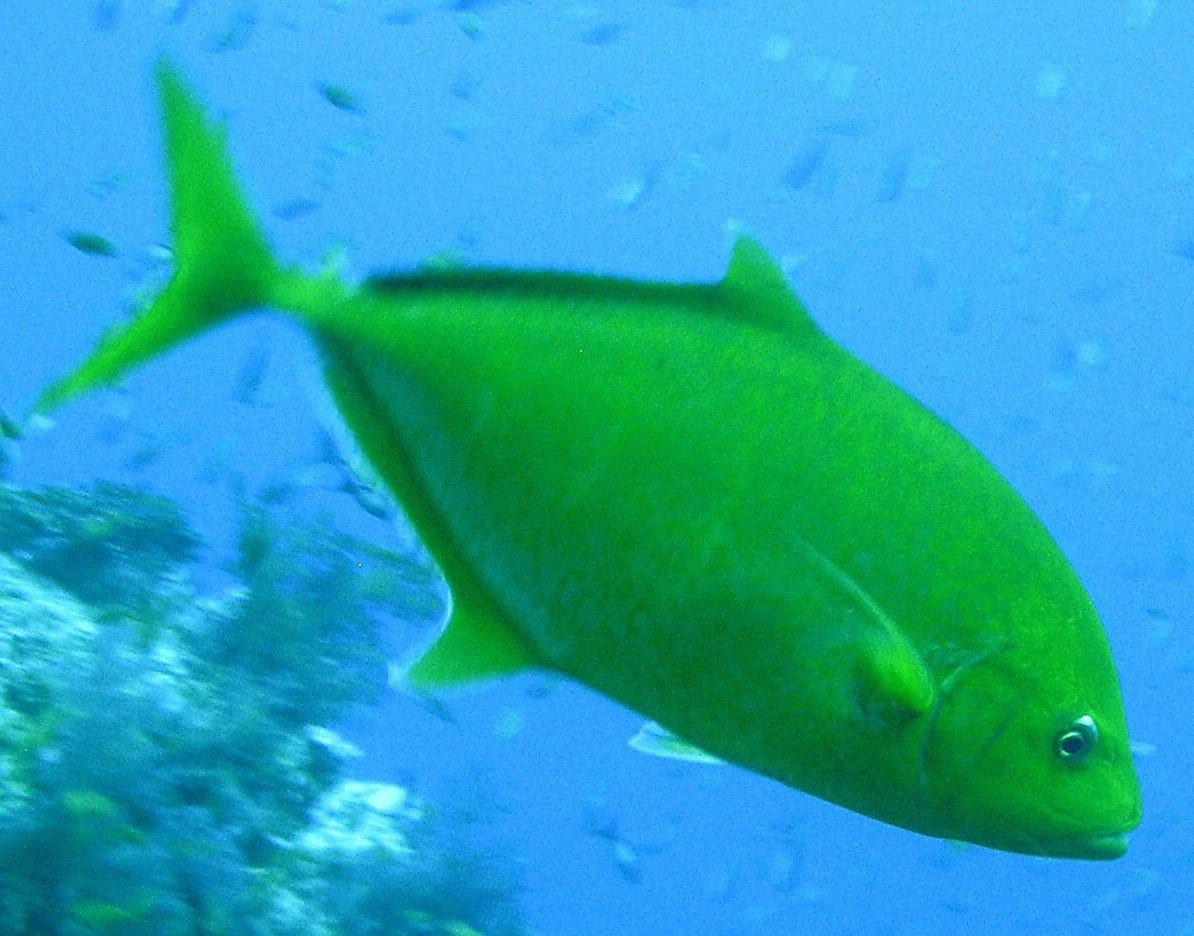
Carangoides bajad

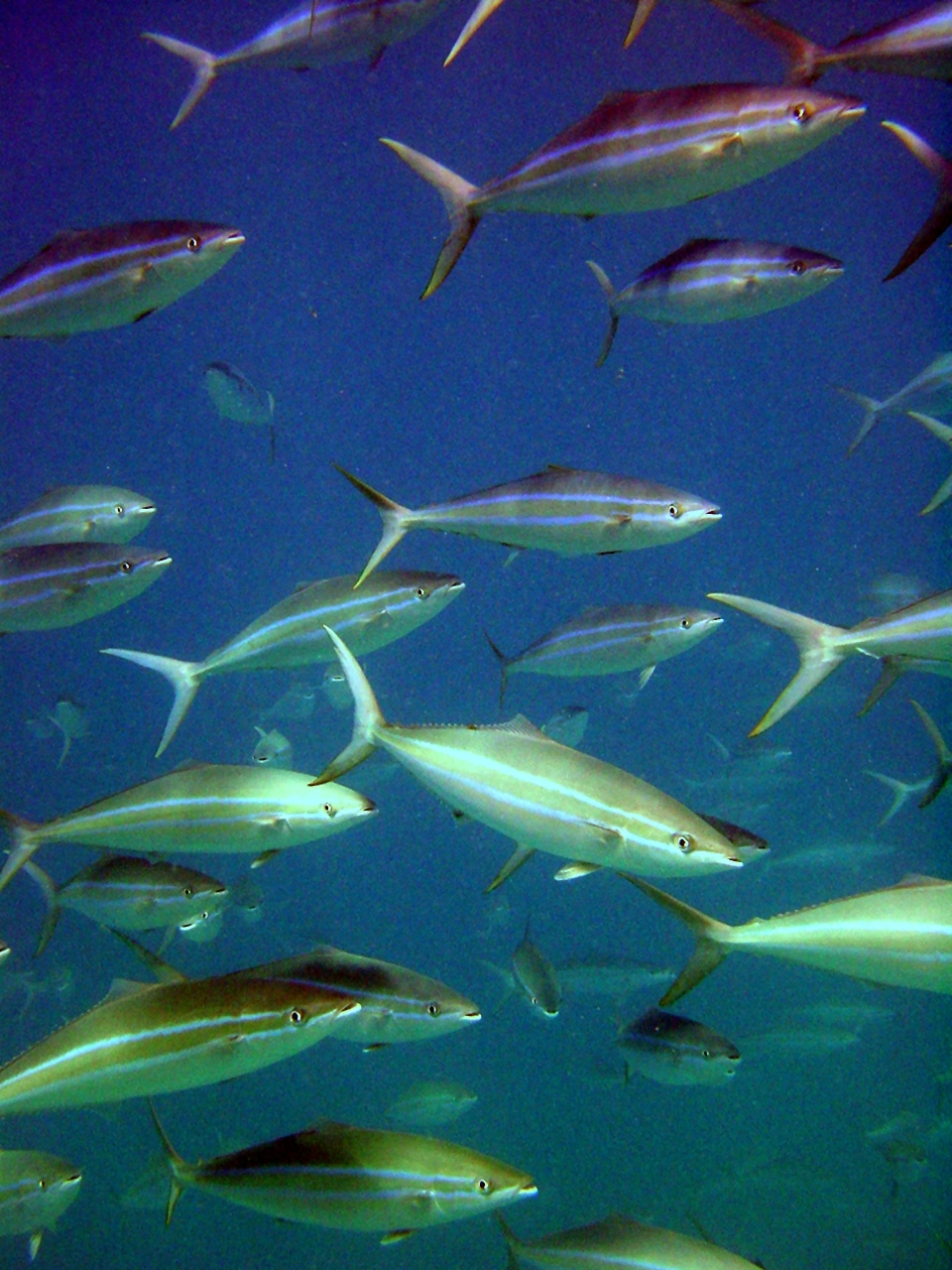
Elegatis bipinnulata

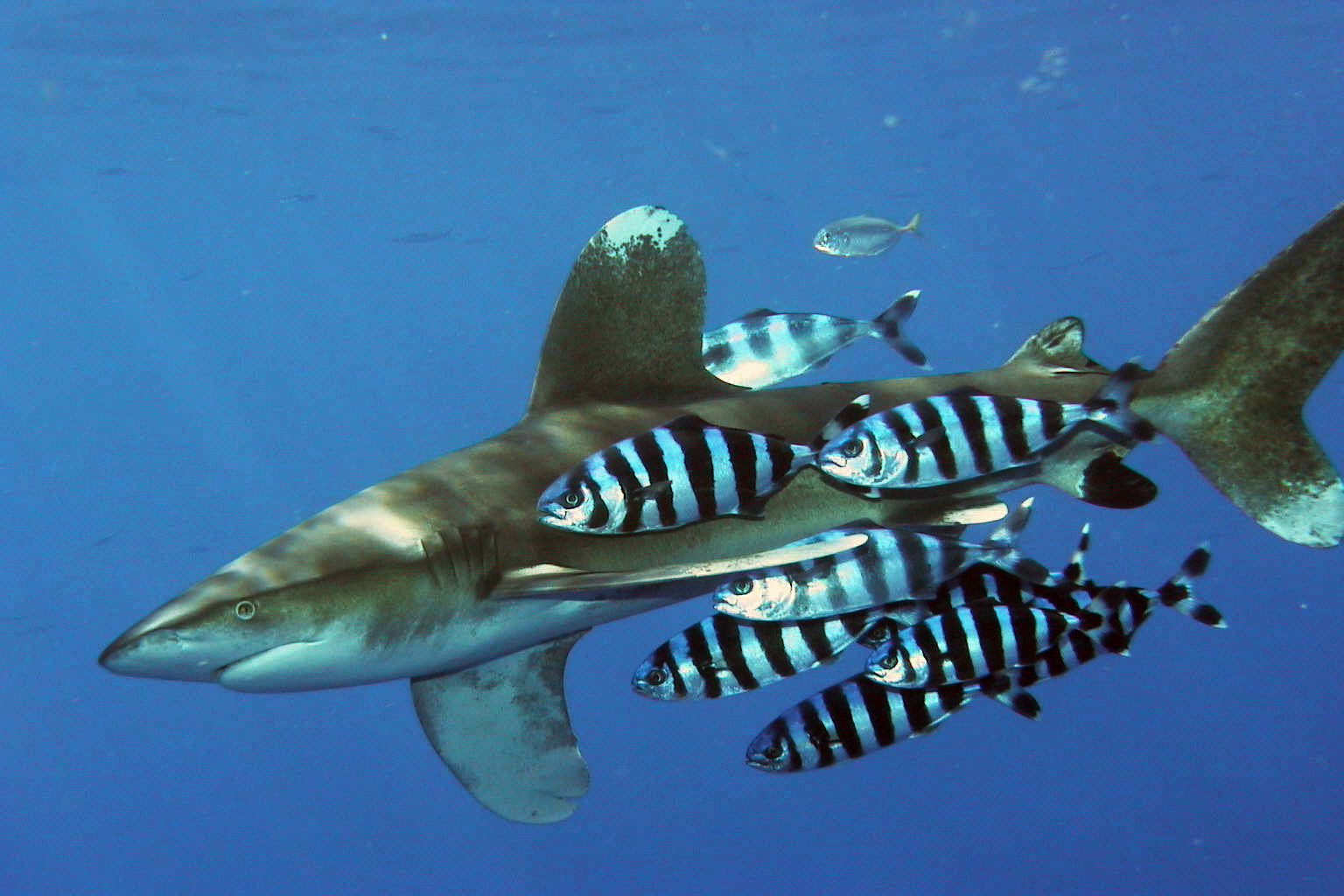
Naucrates ductor con Carcharhinus longimanus

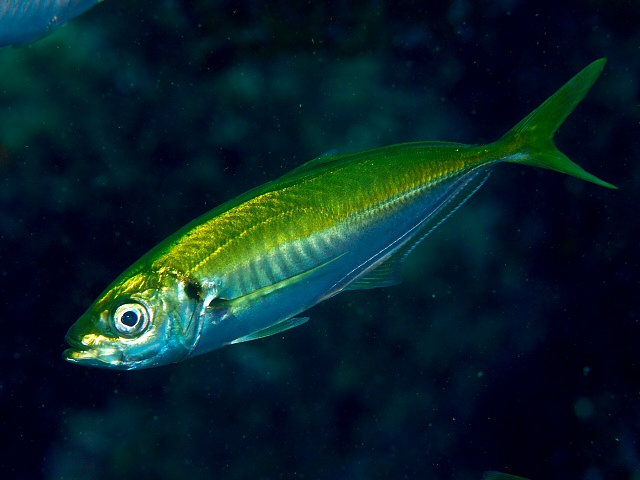
Trachurus

## Tassonomia
In questa famiglia sono riconosciuti i seguenti generi:
- Alectis Rafinesque, 1815
- Alepes Swainson, 1839
- Atropus Oken, 1817
- Atule Jordan & Jordan, 1922
- Campogramma Regan, 1903
- Carangoides Bleeker, 1851
- Caranx Lacepède, 1801
- Chloroscombrus Girard, 1858
- Decapterus Bleeker, 1851
- Elagatis Bennett, 1840
- Gnathanodon Bleeker, 1850
- Hemicaranx Bleeker, 1862
- Lichia Cuvier, 1816
- Megalaspis Bleeker, 1851
- Naucrates Rafinesque, 1810
- Oligoplites Gill, 1863
- Pantolabus Whitley, 1931
- Parastromateus Bleeker, 1864
- Parona Berg, 1895
- Pseudocaranx Bleeker, 1863
- Scomberoides Lacepède, 1801
- Selar Bleeker, 1851
- Selaroides Bleeker, 1851
- Selene Lacepède, 1802
- Seriola Cuvier, 1816
- Seriolina Wakiya, 1924
- Trachinotus Lacepède, 1801
- Trachurus Rafinesque, 1810
- Ulua Jordan & Snyder, 1908
- Uraspis Bleeker, 1855